# Ménonry
Menonry est un hameau belge de la commune d’Aiseau-Presles situé dans la province de Hainaut en Région wallonne, au confluent de la Biesme et de la Sambre, là où cette dernière entame une de ses nombreuses boucles, à quelques kilomètres à peine de la ville de Charleroi.

## Étymologie
Menonry vient de Menonriu, nom de lieu roman composé du nom de Menon et du substantif riu (rivière). Ce nom était courant dans le comté de Namur.

## Particularités
La Biesme, qui passait à côté du Prieuré de l'Église saint Nicolas, fut détournée pour alimenter les étangs artificiels pour ensuite fournir en eau et énergie le prieuré. Le détournement de la Biesme a été effectué avec la technique de la batte qui consistait à surélever le cours d'une rivière pour en détourner une partie. La partie détournée se trouvant plus élevée que la rivière, c'est bien le cas pour le tronçon de Biesme qui passait au prieuré. Après les installations industrielles sur une partie du site du prieuré, la partie de la Biesme jadis détournée pour alimenter celui-ci transita par des caves de la S.A. Glaces de Sainte-Marie d'Oignies. Avec le temps cette situation forma un étranglement du lit, qui le rendit souvent insuffisant pour recevoir les eaux en crue de la Biesme, et Menonry connut de fréquentes inondations jusque dans les années 1960. C'est le Génie de l'armée belge qui est venu faire les aménagements nécessaires pour libérer le lit de cette contrainte ce qui mit fin aux inondations.
La vie économique du hameau a longtemps été tributaire du charbonnage voisin de Champfroment et de la glacerie Sainte-Marie d'Oignies. Un terril dominant le hameau reste un témoin silencieux d’un passé révolu. Menonry n’en a pas moins gardé une vocation industrielle.
La gare d’Aiseau, sur la ligne de chemin de fer 130 (Namur à Charleroi), se trouve en fait à Menonry.